# Trần Dạ Từ
Trần Dzạ Từ (sinh năm 1940 tại Hải Dương) là một thi sĩ, kí giả người Mỹ gốc Việt.

## Tiểu sử
Ông Trần Dzạ Từ sinh năm 1940 tại Hải Dương (Bắc Kỳ, Liên bang Đông Dương) với nguyên danh Lê Hạ Vĩnh.
Năm 1954, ông theo đoàn di cư vào ở hẳn Sài Gòn. Ông sớm nhập Hội Bút Việt, hăng hái viết báo, soạn thơ và có tên tuổi trong làng văn nghệ.
Năm 1960, ông cộng tác thi sĩ Nguyên Sa lập tờ Gió Mới. Đến năm 1963 thì bị chính quyền Ngô Đình Diệm tống giam vì biểu lộ bất đồng chính kiến trên mặt báo.
Sau Cách mạng 01 tháng 11, ông kết hôn với một nữ sinh Huế là Trần Thị Thu Vân, cùng tham gia Đài Tiếng nói Tự do ở ban chiêu hồi.
Ngay khi Việt Nam Cộng hòa cáo chung, chính quyền mới tạm giam Trần Dzạ Từ và Nhã Ca hai năm, liệt vào danh sách Biệt kích văn hóa. Sau đó, Nhã Ca được thả, còn Trần Dzạ Từ tiếp tục ngồi tù 12 năm. Tuy nhiên, vì từng là hội viên Bút Việt nên thuộc phận sự Tổ chức Văn bút Quốc tế, Văn Bút và Ân xá Quốc tế cùng thủ tướng Thụy Điển Ingvar Carlsson đã đến thăm, trao quà và tích cực vận động cho ông bà cùng các con được sang Thụy Điển tị nạn.
Năm 1992, Trần Dzạ Từ và Nhã Ca lại đưa gia đình sang California định cư và lập hệ thống Việt Báo Daily News tại Quận Cam.

## Tác phẩm
- Thuở làm thơ yêu em (Sài Gòn, 1960)
- Tỏ tình trong đêm (Sài Gòn, 1965)
- Nụ cười trăm năm (Quận Cam, chưa phát hành)
- Thơ Trần Dzạ Từ (Quận Cam, 2018)